# Marc Smith (poète)
Pour les articles homonymes, voir Marc Smith et Smith.
Marc Kelly Smith (Chicago, 1949) est un poète américain, créateur du slam.

## Biographie
Smith est né en 1949 à Chicago, de parents américains. 
Entrepreneur dans le bâtiment, il accompagne un jour sa petite amie dans un atelier de déclamation de poésie. D'emblée, le manque d'énergie le frappe, ainsi que la quasi indifférence des poètes vis-à-vis de leur public. 
Avec sa troupe de poètes le "Chicago Poetry Ensemble" il se produit au Get Me High Lounge (Bucktown, Chicago) de 1984 à 1986. Il imagine à partir de 1986 l'organisation d'un tournoi de poésie au Green Mill, un club de jazz d’un quartier défavorisé de Chicago, ancienne retraite d’Al Capone. Le propriétaire Dave Jemilio permet alors à Marc Smith, de mettre en place une scène hebdomadaire dominicale qui prendra le nom ironique de Uptown Poetry Slam, le tournoi de poésie des beaux quartiers. L’idée de Smith est d’organiser un concours ouvert à tous en fin de soirée. Malgré la réticence de son acolyte David Cooper qui ne voit pas les gens se battre pour de la poésie, la formule prend : l’engouement est général et une audience toujours plus nombreuse se précipite, curieuse de voir qui va remporter le slam (chelem) de la semaine. Car il s’agit d’une véritable compétition qui capte l’attention, et la formule des juges amateurs imaginée par Smith, choisis au hasard dans le public, et qui notent les poètes pose une véritable interactivité entre poètes, membres du jury et public. C'est le point de départ du succès mondial du slam.
Dès 2018, il s'engage auprès de l'artiste Grand Corps Malade pour le développement de la pratique du slam en France dans le cadre scolaire. À ce titre, il parraine les Trophées Slam à l'école menés par la Ligue Slam de France et la Fondation Culture & Diversité, qui permettent à des élèves de collège de toute la France de s'exprimer en public par la pratique du slam
Il est toujours actif de nos jours au Green Mill (Chicago) et sur les scènes du monde entier.